# The Venetian (Macao)
Ne doit pas être confondu avec The Venetian (Las Vegas).
The Venetian est un gratte-ciel construit à Macao dans le district de Cotai en Chine de 2005 à 2007. Il abrite sur 39 étages et 154 mètres de hauteur un casino et un hôtel de 3 000 chambres qui est l'un des plus importants du monde. En 2008 c'était le plus grand casino et le troisième plus grand immeuble du monde. Il comprend notamment 350 boutiques, 30 restaurants, un centre de conférence, une salle de spectacle de 15 000 places.
Macao s'est spécialisée dans les jeux à l'instar de Las Vegas. Elle accueille chaque année des millions de touristes hébergés dans d'immenses hôtels/casino comme The Venetian ou le Grand Lisboa.
L'architecte est l'agence britannique Aedas qui s'est inspiré des constructions de Venise.
Les coûts de construction ont atteint 2,4 milliards de $, ce qui est très élevé pour un gratte-ciel.

## Boutiques
Le Venetian Macao contient un grand espace, au rez-de-chaussée et au premier étage du bâtiment, réservé aux boutiques. On y trouve essentiellement des boutiques de vêtements et de nombreux restaurants, mais aussi des magasins dédiés aux produits high-tech et culturel, aux produits sportifs, aux cosmétiques ou encore aux friandises. On trouve dans les nombreuses allées des boutiques logiquement associés au monde du luxe (Louis Vuitton, Franck Muller, Dior...), mais aussi des boutiques de mode actuel (Lacoste, Guess, Calvin Klein), voir des boutiques de vêtements peu chers (Bershka, Crocs, magasin Manchester United). S'y trouve également une gamme de restaurant s'étendant de fast-food tels que McDonald's jusqu'aux restaurants réservés à une clientèle aisée.

## Spectacles, manifestations culturelles et sportives
Le Venetian n'est pas utilisé régulièrement comme salle de spectacle, cependant l'enceinte accueil quelques personnalités importantes du monde de la musique ou du sport en vue de créer un événement d'importance à Macao et de faire connaître le casino, notamment d'un point de vue régional (proximité avec les villes de Hong Kong, de Shenzhen, Zhuhai ou Canton...). Des groupes et artistes tels que Beyoncé, The Police, Black Eyed Peas, Céline Dion ou Air Supply ont ainsi donnés des concerts dans l'"Arène du Venetian". Des évènements sportifs tel qu'une rencontre entre les 2 ex-star du tennis Pete Sampras et Andre Agassi ou encore un match opposant les Cavaliers de Cleveland au Magic d'Orlando ont été également organisés au Venetian.

## Galerie

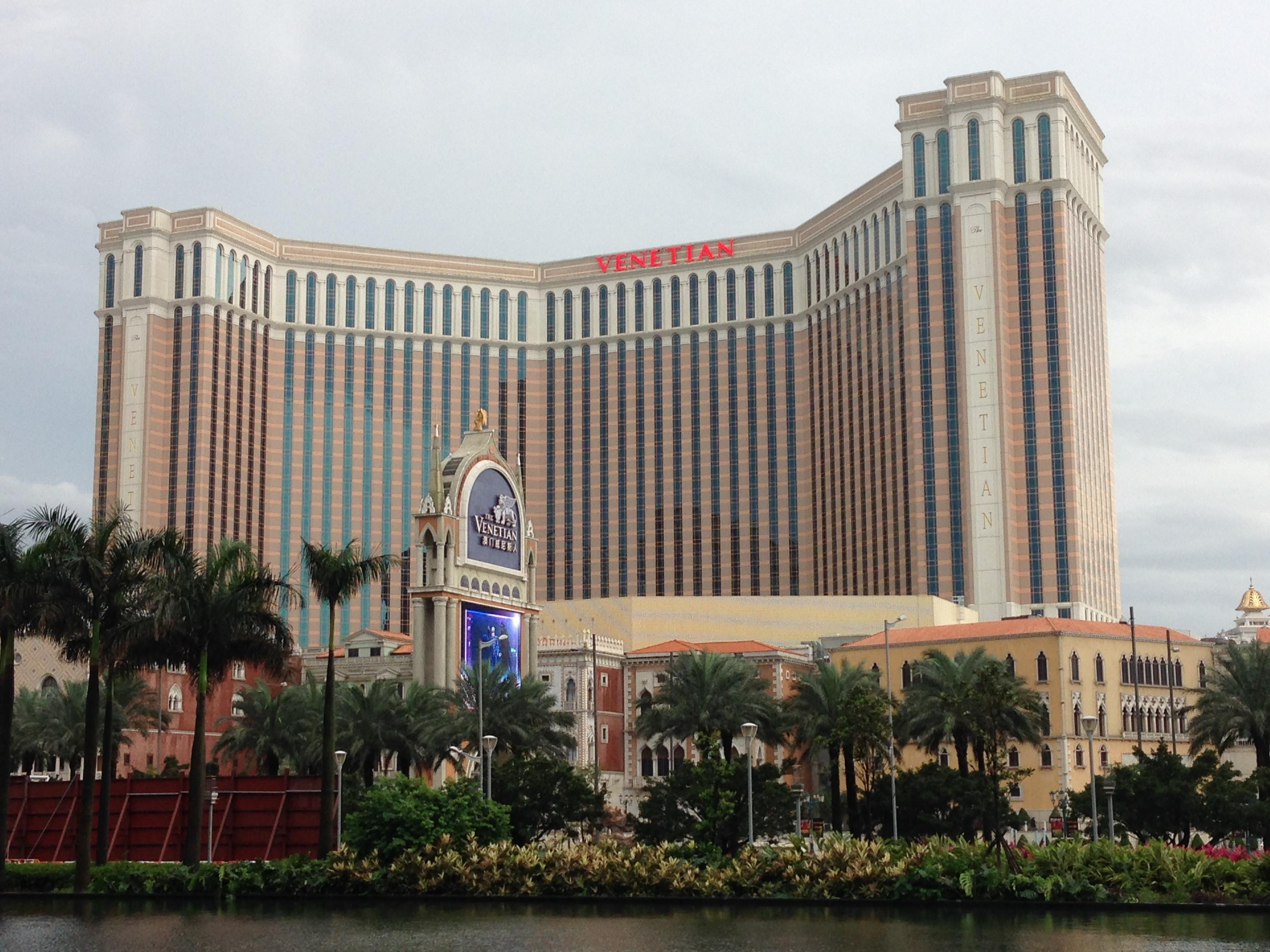
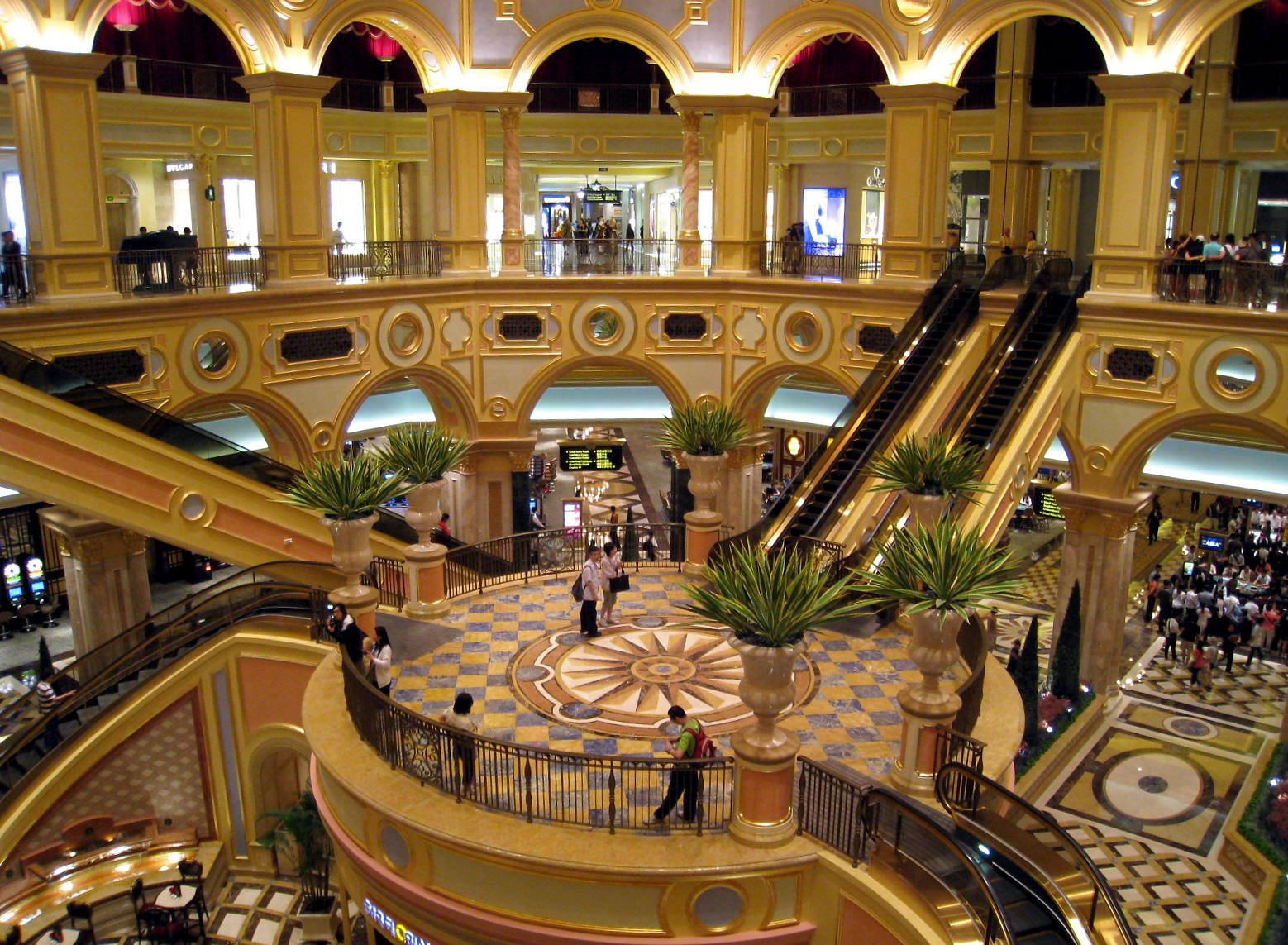
Le Grand Hall
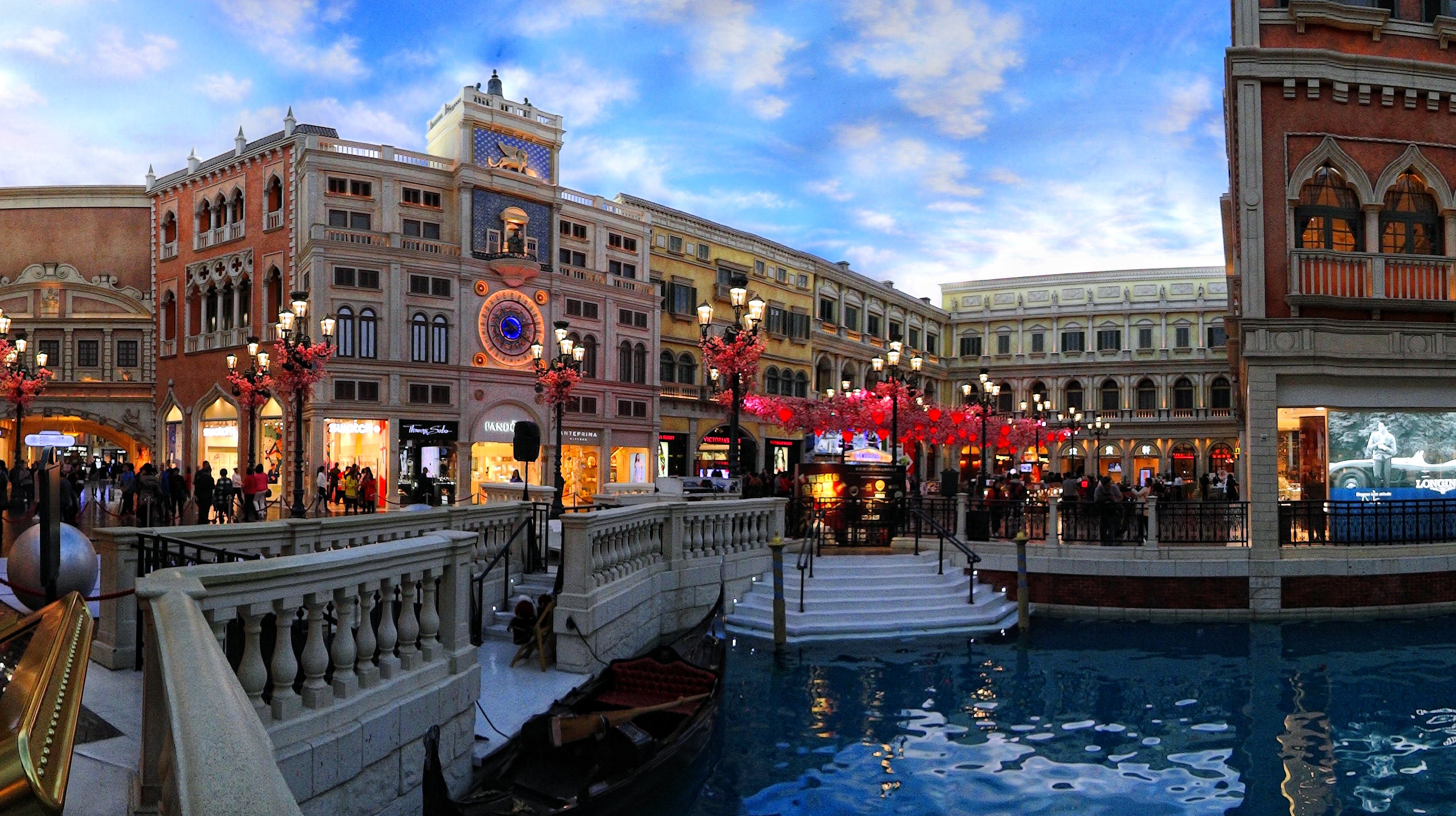
Section de la réplique du rio de San Luca
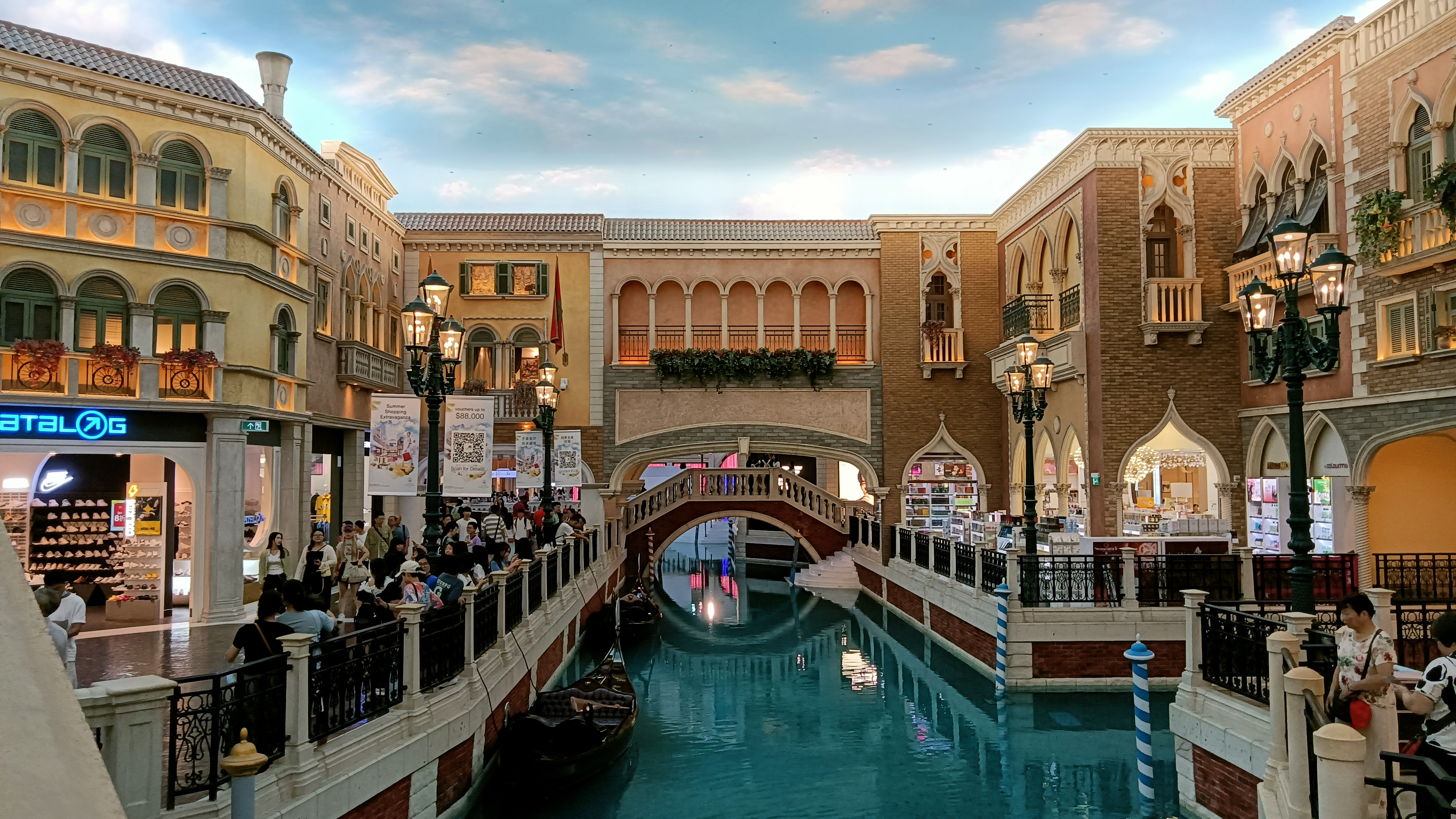
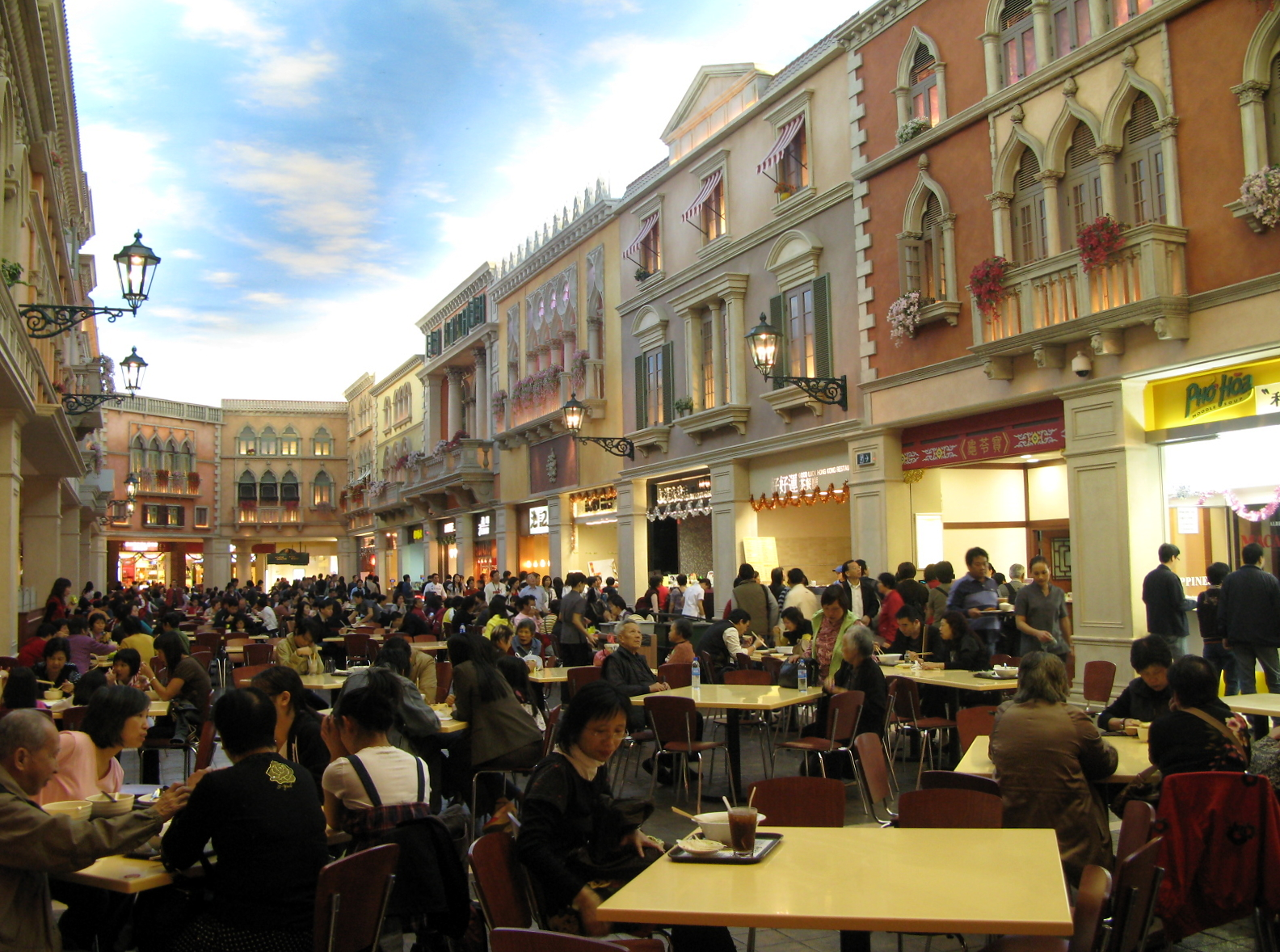
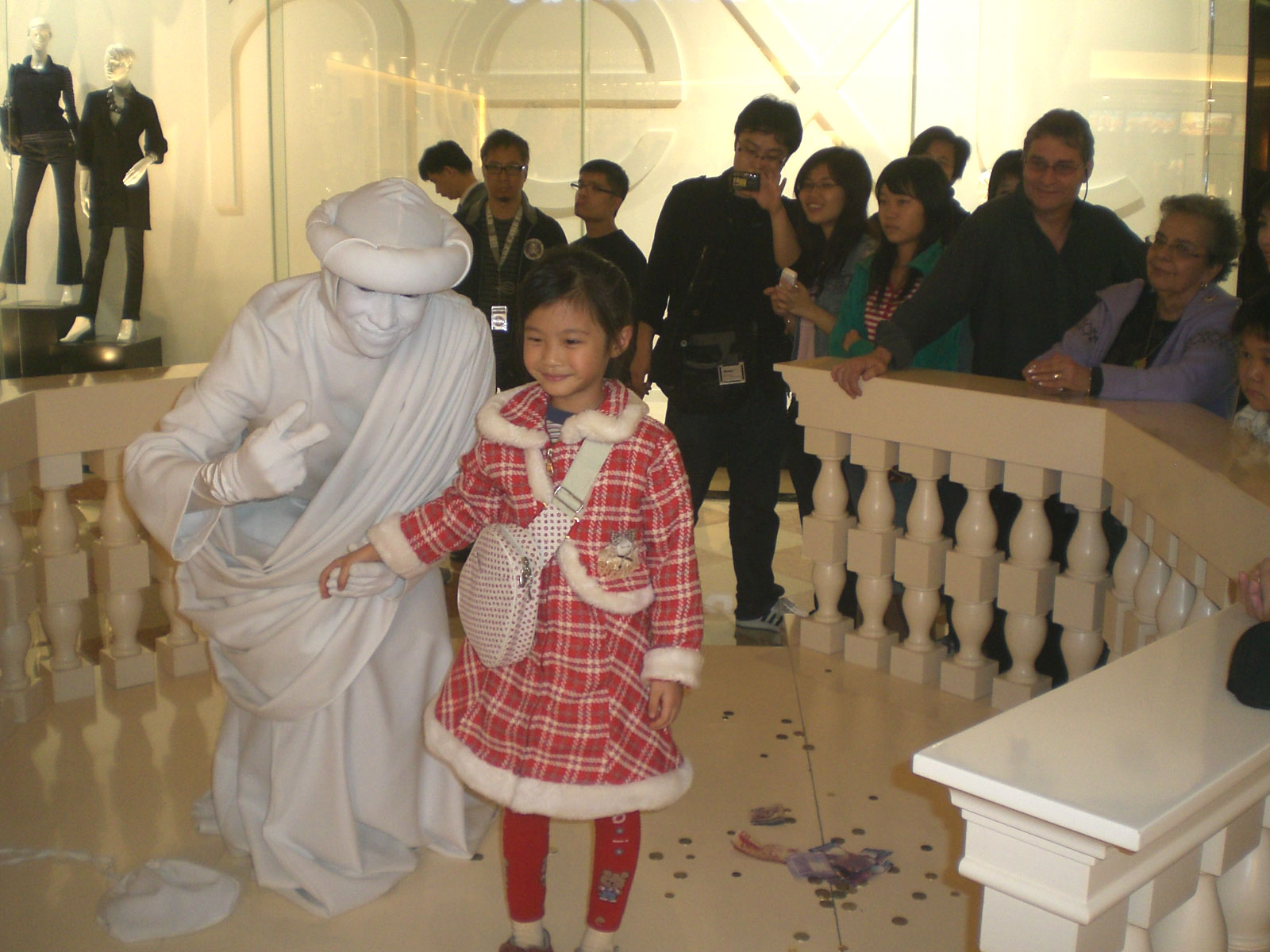
Touristes avec un artiste jouant les statues vivantes
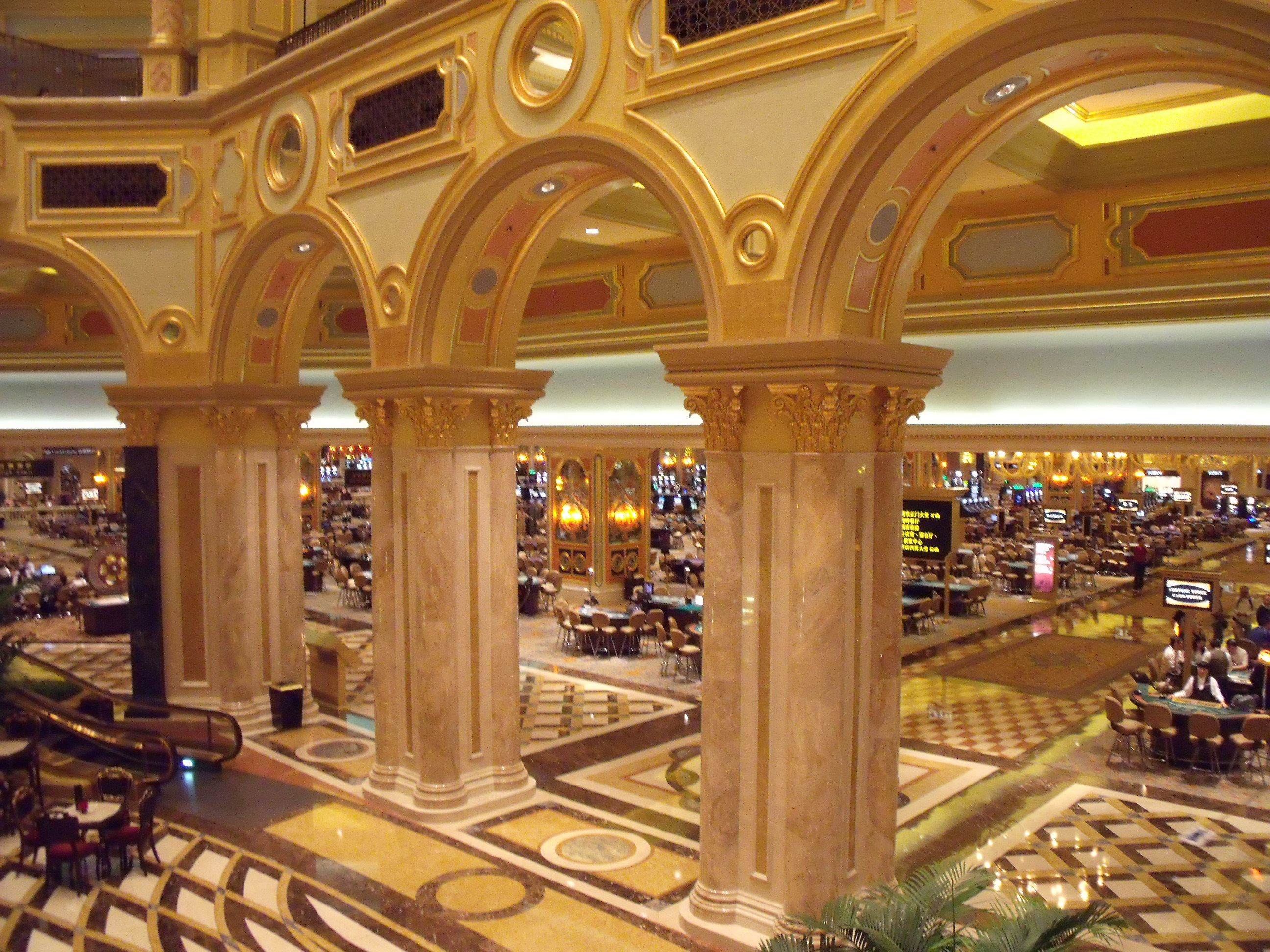
Le casino
- Vidéo d'un gondolier chantant
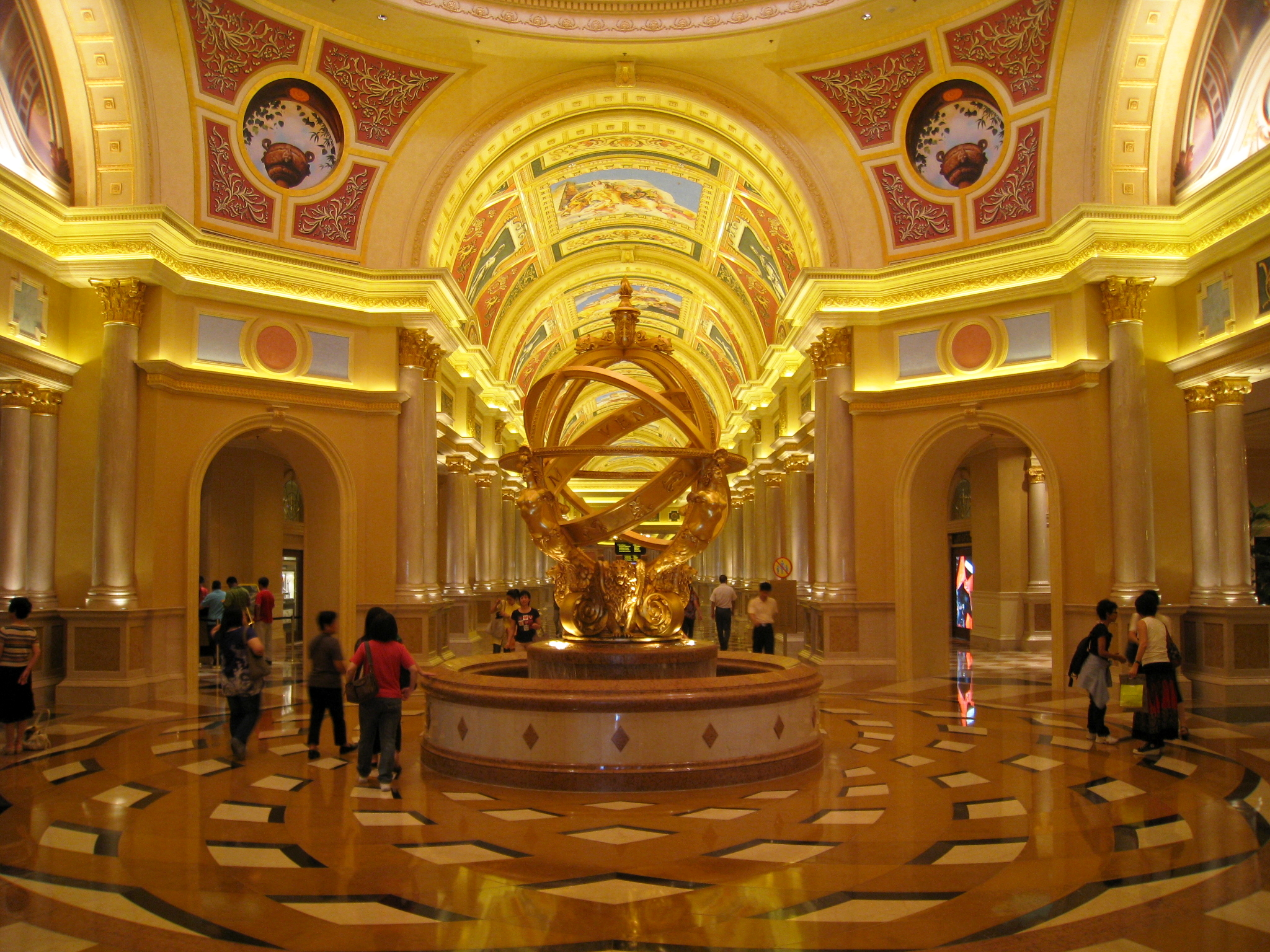
Entrée principal de l'hôtel